# Careful What You Wish For (Texas)
Careful What You Wish For è il sesto album in studio del gruppo musicale scozzese Texas, pubblicato il 20 ottobre 2003.

## Tracce
1. Telephone X – 3:43
2. Broken – 3:27
3. Carnival Girl (feat. Kardinal Offishall) – 4:03
4. I'll See It Through – 4:03
5. Where Did You Sleep? – 4:01
6. And I Dream – 3:57
7. Careful What You Wish For – 3:30
8. Big Sleep – 2:33
9. Under Your Skin – 3:42
10. Carousel Dub (feat. Suncycle) – 2:06
11. Place in My World (feat. Dolomite) – 3:53
12. Another Day – 2:43

## Formazione
- Sharleen Spiteri – voce, chitarra, tastiere, piano
- Ally McErlaine – chitarra
- Johnny McElhone – chitarra, basso, piano, tastiere
- Tony McGovern – chitarra, voce
- Eddie Campbell – piano, tastiere
- Neil Payne – batteria